# Río Peñafrancia
El río Peñafrancia o Peña de Francia es un río del norte de España. Se trata de un afluente del río Piles y, como este, discurre enteramente por el concejo asturiano de Gijón.

## Toponimia

### Peñafrancia
Según el filólogo Ramón d'Andrés Díaz en su obra Diccionario toponímico del concejo de Gijón (2008), el nombre del río estaría compuesto por dos elementos, "peña" y "francia". El segundo podría derivar del verbo asturiano francer o francir (romper, quebrar). Este proviene, a su vez, de la palabra latina frangere, que tiene el mismo significado. Puede interpretarse, por tanto, como "peña rota". Este posible origen del topónimo concuerda con el lugar donde nace el río, pues surge de una peña.
De acuerdo con esta interpretación, el nombre del curso de agua debería escribirse en una sola palabra (río Peñafrancia), porque tiene un único acento en la sílaba "fran". Ramón d'Andrés Díaz cree que su similitud con el nombre de Francia, el país europeo, ha llevado a que en algunas fuentes el río aparezca bajo la denominación de "Peña de Francia", lo que el autor considera un error ortográfico. Por ende, Ramón d'Andrés Díaz opina que el nombre de la Peña de Francia y el santuario de Nuestra Señora de la Peña de Francia, ambos en la provincia de Salamanca, no guarda ninguna relación con la del topónimo gijonés. No obstante, el autor piensa que al ubicarse en una zona donde históricamente se habló asturleonés, el nombre de la montaña y el templo podría compartir origen etimológico con el del río.
La denominación Peñafrancia es empleada, además, en otras publicaciones y webs editadas por el Ayuntamiento de Gijón.
Cabe señalar que Peñafrancia es, adicionalmente, el nombre de un lugar del concejo de Gijón donde se localiza el nacimiento del río. Este topónimo goza de carácter oficial conforme a lo establecido en el Decreto 105/2006, de 20 de septiembre, de la Consejería de Cultura, Comunicación Social y Turismo del Gobierno del Principado de Asturias. Según esta norma, el lugar no tuvo ninguna otra denominación oficial con anterioridad.

### Peña de Francia
Por otro lado, en el Catastro del Marqués de la Ensenada (1752), el plano topográfico del partido judicial de Gijón de Demetrio G. Suárez (1907) y el Inventario Español de Lugares de Interés Geológico del Instituto Geológico y Minero de España (2018) el río aparece nombrado como río Peña de Francia. La última de estas fuentes toma la denominación Peña de Francia de un artículo publicado en el año 2006 por cuatro geólogos de la Universidad de Oviedo en la revista científica Trabajos de Geología. De acuerdo con un artículo publicado en el periódico La Nueva España por José A. Samaniego, este es el nombre de la advocación mariana a la que se dedica la capilla bajo la que nace, panteón de los vizcondes de la Peña de Francia.

## Nacimiento
El nacimiento del Peñafrancia o Peña de Francia, llamado Fuente Deva, se sitúa en la parroquia gijonesa de Deva. Allí el río brota de unas rocas. Concretamente, estas son calizas oolíticas formadas durante el Jurásico. La surgencia constituye el drenaje de un sistema kárstico en el que se han localizado más de nueve sifones y galerías de más de 1 km de longitud. Las aguas del río provienen de otro curso de agua del concejo, el arroyo de Rioseco, el cual fluye en las proximidades del cercano monte Deva. Al ser su cauce de roca caliza, un material fácilmente soluble, el Rioseco se queda seco la mayor parte del año y no solo reaparece en el Peñafrancia, sino también en los ríos España (en el concejo de Villaviciosa) y Meredal (en la parroquia gijonesa de Baldornón). En cuanto a su composición química, las aguas del Peñafrancia o Peña de Francia son de baja mineralización con valores de conductividad eléctrica menores de 400 µS/cm y contenidos medios de sulfatos del orden de 30 mg/L.
Los caudales de Fuente Deva presentan variaciones acusadas, con picos de hasta varios m³/s, y periodos en los que descienden a 100 L/s e incluso valores inferiores en máximo estiaje. Para controlarlos se construyó en la década de 1980 una estación de aforos a unos 200 m aguas abajo del manantial. Esta está equipada con tres vertederos rectangulares, pero en la actualidad se encuentra en estado de semiabandono.
Al lugar en que se halla Fuente Deva se le conoce como "El Ojo" (El Güeyu en asturiano), nombre que hace referencia tanto al nacimiento de la corriente de agua como a la oquedad de la que esta brota. Debido a las anteriores características, su belleza y fácil accesibilidad, el paraje está recogido en el Inventario Español de Lugares de Interés Geológico del Instituto Geológico y Minero de España.
Sobre las rocas de las cuales surge el río se halla la capilla que, dependiendo de la fuente, se llama de Nuestra Señora de la Peña de Francia o de Peñafrancia. Fue construida en el siglo xvii e inaugurada el 1 de septiembre de 1691. Esta sirvió como panteón de los marqueses de San Esteban de Natahoyo (anteriormente vizcondes de la Peña de Francia) y condes de Revilla Gigedo o Revillagigedo. Cuenta la leyenda que la imagen de la Virgen que aloja la capilla apareció en el lugar donde ahora se alza el templo. Los vecinos la llevaron a la iglesia parroquial, pero todas las veces que lo hacían, volvía al sitio originario. Se decidió por ello construir la capilla. Dado que el río se llama asimismo Deva (un topónimo de origen celta que significa "diosa"), la capilla quizás sea resto de un culto originario más antiguo.

## Curso
Tras su nacimiento en Deva, el río Peñafrancia o Peña de Francia atraviesa un conjunto de estructuras de especial interés cuya construcción fue promovida por el conde de Revillagigedo en 1863. Estas incluyen un estanque para piscicultura, un puente-azud, una fuente y un lavadero cubierto. Aún en la parroquia, el río pasa asimismo por delante de la iglesia de San Salvador y la quinta de Peñafrancia. Esta última, conocida popularmente como "La Quinta del Conde" (La Quinta'l Conde en asturiano) por ser propiedad de los condes de Revillagigedo, es el mayor latifundio de Gijón y una de las más extensas fincas de toda Asturias. No solo destaca por la arquitectura de los edificios que alberga, sino también por poseer unos amplísimos jardines con ejemplares arbóreos de gran tamaño. Posteriormente, el río sale de Deva y entra en la parroquia de Cabueñes, donde deja la capilla de la Virgen de la Corrada en su margen izquierda y cruza el Jardín Botánico Atlántico de Gijón. Este espacio divulgativo incluye los jardines de la quinta La Isla, que datan de la década de 1870, fueron propiedad del industrial Florencio Valdés Menéndez y aprovechan las aguas del río para crear todo tipo de ingenios hidráulicos. Ya en la parroquia de Bernueces el río pasa junto al campo municipal de golf El Tragamón, atraviesa el campus de Gijón y se dirige hacia el complejo deportivo Las Mestas. El Peñafrancia o Peña de Francia desemboca en el Piles frente a las segundas instalaciones, ubicadas en el barrio homónimo.

## Galería

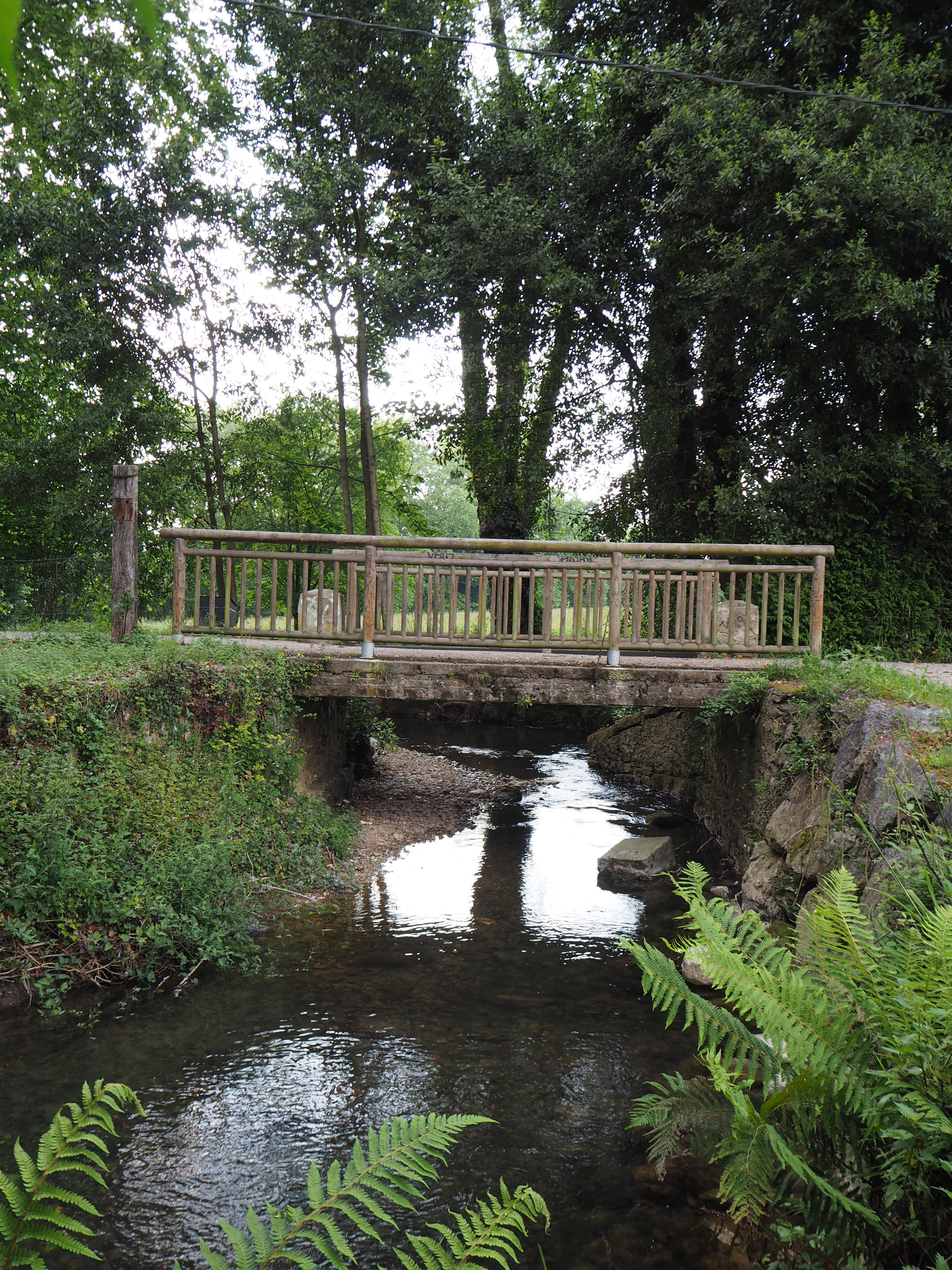
Puente sobre el río en la parroquia de Cabueñes.
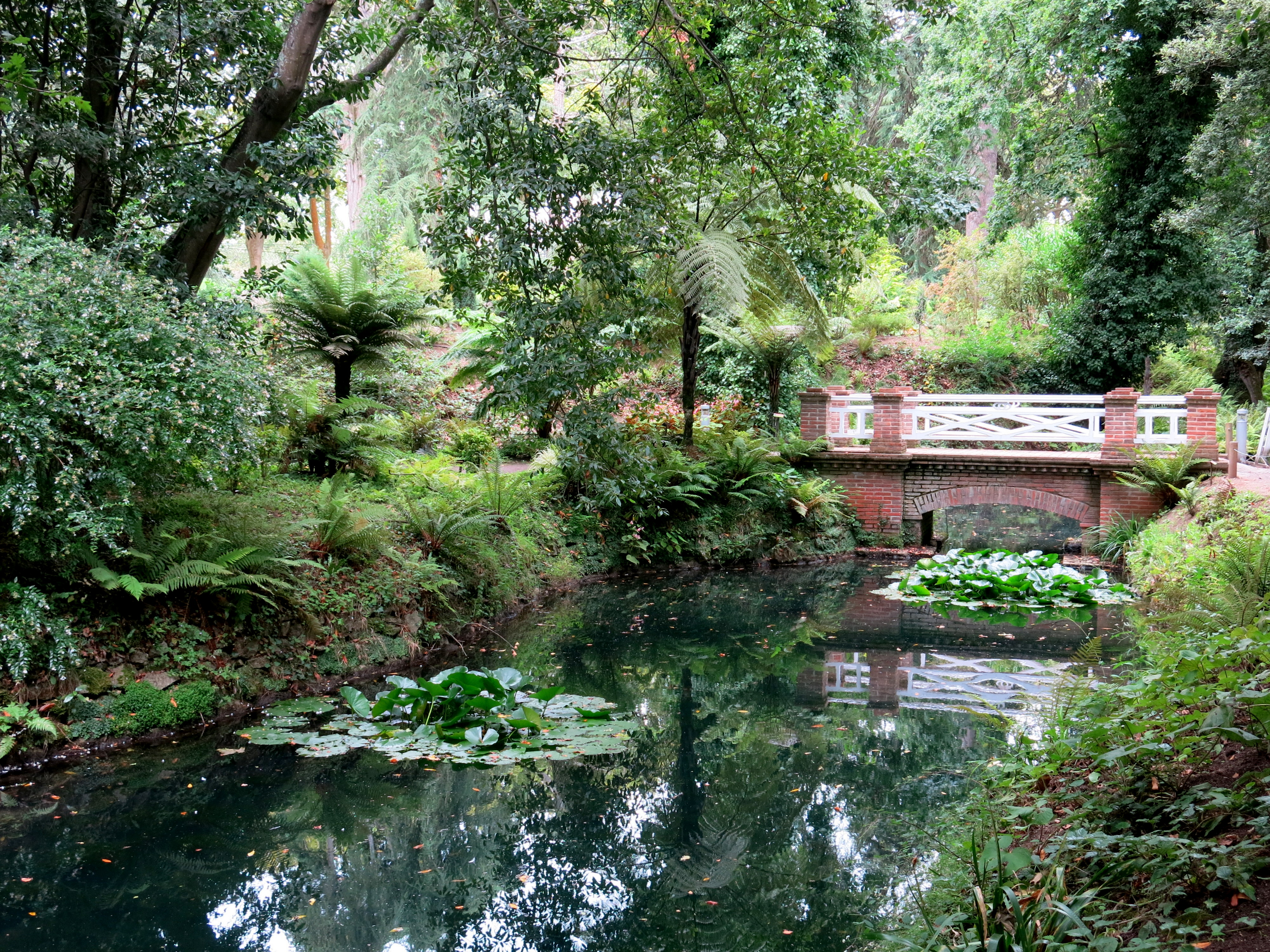
El río a su paso por el Jardín Botánico Atlántico.
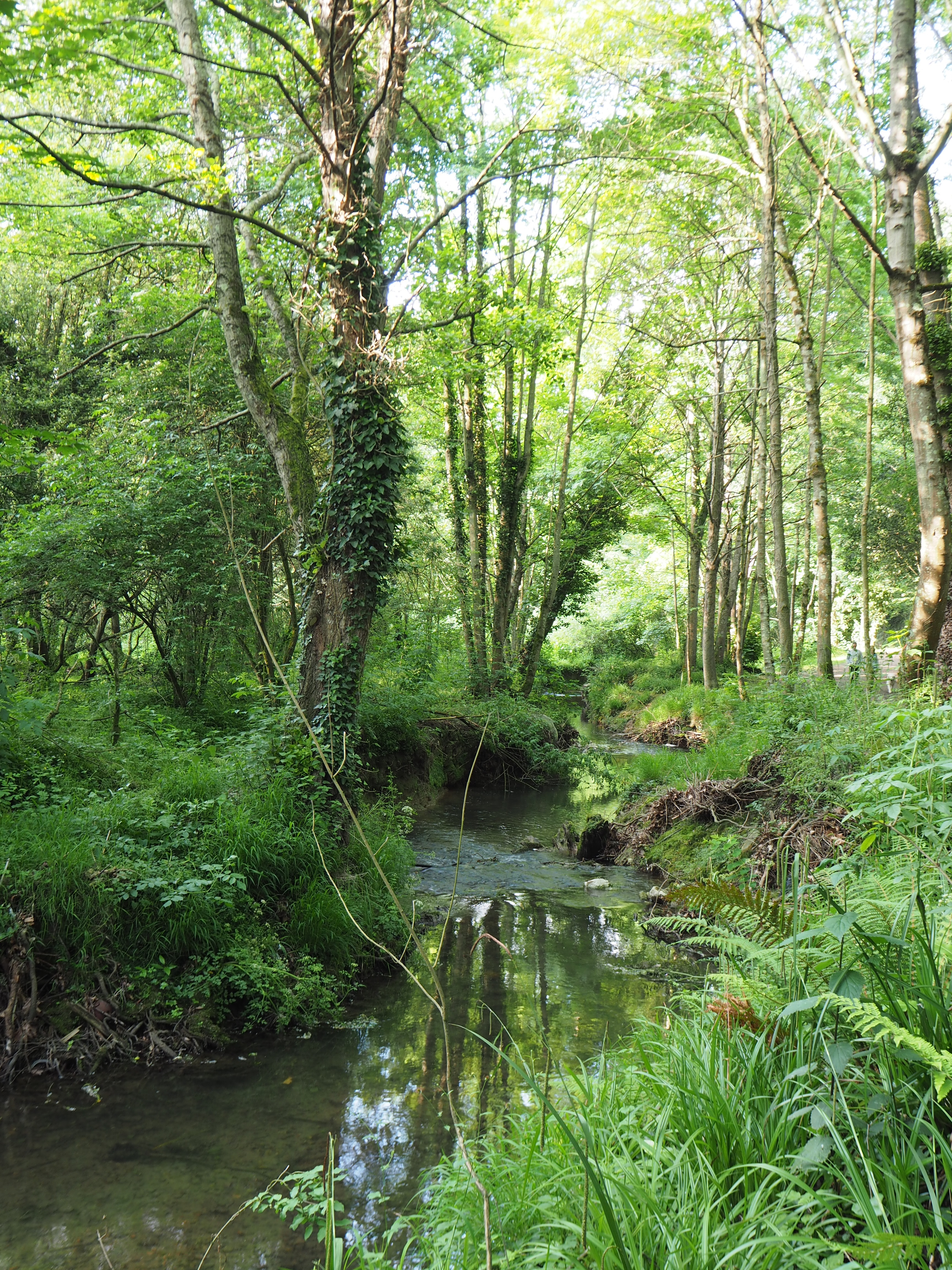
El río a su paso por el campus de Gijón.

## Senda
El curso del río es seguido por una senda peatonal no homologada de 7 km de longitud. Esta puede recorrerse a pie (en un tiempo de 1h y 45 min) o en bicicleta (en un tiempo de 40 min). La senda se separa del río cuando este último se adentra en el jardín botánico, pasando el camino entonces junto al monumento natural de la Carbayera de El Tragamón.